# Cagliata
La cagliata è un risultato intermedio nella preparazione dei formaggi, ottenuta aggiungendo il caglio al latte riscaldato.

## Tecnica

Spino "Notari", per ridurre la massa coagulata della cagliata in granuli non più grandi di un chicco di frumento

Il caglio fa coagulare le particelle di caseina sospese nel liquido, che precipitano sul fondo formando una massa pastosa detta cagliata. Con tale procedimento si forma anche un liquido, detto siero che si separa dalla cagliata.
La cagliata è una massa gelatinosa di paracaseinato bicalcico che forma un reticolo tridimensionale nelle cui maglie sono intrappolati i globuli di grasso e il siero, e che tende a contrarsi trattenendo i primi ed espellendo il secondo.
La cagliatura del latte può avvenire in tempi rapidi (anche meno di 10 minuti) o lunghi (alcune ore) a seconda delle dosi di caglio aggiunte, della temperatura a cui è stato portato il latte e della qualità dello stesso (qualità intesa come opportuna quantità di flora batterica e di grassi presenti).